# コンドル (プロレスラー)
コンドル（生年月日不明 - ）は、日本の覆面レスラー。

## 経歴
1991年、ユニバーサル・プロレスリングに入門。
1992年6月、デビュー前にユニバーサル・プロレスリングが活動停止。7月、SPWFに入門。
1995年10月13日、SPWF茨城大会でアジアン・コンドルとしてアジアン・クーガーとタッグを組んで対藤田豊成&高智政光組戦でデビュー。同日、クーガーとタッグチーム「アジアン・エキスプレス」を結成。その後、SPWFを退団と同時にアジアン・エキスプレスを解散。SPWF退団後、リングネームをレイ・コンドルに改名。
1996年、リングネームをミステル・ハーベストに改名して真生W★INGプロモーションに入団。その後、真生W★INGプロモーションが解散。
1997年、斗猛矢、クーガー、ファントム船越と共にZIPANGを設立と同時にリングネームをヘブンに改名。10月18日、北海道でZIPANGのプレ旗揚げ戦を開催。
1998年3月、ZIPANGの旗揚げ戦を開催。
2003年3月、ZIPANGが解散。ZIPANG解散後、リングネームをアジアン・コンドルに戻した。
2006年1月、リングネームをコンドルに改名。8月、大阪プロレスと専属フリー契約を結ぶ。
2007年5月、沖縄プロレスに移籍してリングネームをゴーヤーマスクに改名。
2009年11月15日、大淀コミュニティーセンターで自主興行「コンドルフェスタ」を開催。
2010年4月、沖縄プロレスを退団してリングネームをコンドルに戻した。

## 得意技
五福星スプラッシュ
コンドルボム
天地雷鳴
ハラキリ
クラーケンホールド

## 入場曲
- DIMELO（マーク・アンソニー）

## タイトル歴
- IWA世界ジュニアヘビー級タッグ王座
- MWF認定世界ジュニアヘビー級王座